# Zdzisław Galinowski
Zdzisław Edmund Galinowski (ur. 28 grudnia 1902 w Czausach, zm. wiosną 1940 w Charkowie) – polski lekarz, docent nauk medycznych, porucznik rezerwy lekarz Wojska Polskiego, ofiara zbrodni katyńskiej.

## Życiorys
Syn Aleksandra (ur. 1871) i Zenobii Marii z domu Onoszko (ur. 1877). Podczas studiów od 1923 do 1924 był członkiem korporacji akademickiej „Respublica”. Ukończył studia na Wydziale Lekarskim Uniwersytetu Warszawskiego, gdzie w 1928 uzyskał stopień doktora medycyny. Następnie był na tej uczelni starszym asystentem, a jednocześnie był zatrudniony w Szpitalu Przemienienia Pańskiego w Warszawie. Później był lekarzem w Wilnie.
W latach 30. publikował 35 prac naukowo-badawczych. W 1939 jako docent nauk medycznych uzyskał habilitację.
Wobec zagrożenia konfliktem zbrojnym w sierpniu 1939 został przydzielony do kadry zapasowej Szpitala Okręgowego nr 1 w Warszawie. Po wybuchu II wojny światowej, kampanii wrześniowej i agresji ZSRR na Polskę z 17 września 1939 w nieznanych okolicznościach dostał się do niewoli sowieckiej. Był osadzony w obozie w Starobielsku. Wiosną 1940 został zamordowany przez funkcjonariuszy NKWD w Charkowie i pogrzebany potajemnie w bezimiennej mogile zbiorowej w Piatichatkach, gdzie od 17 czerwca 2000 mieści się oficjalnie Cmentarz Ofiar Totalitaryzmu w Charkowie. Figuruje na Liście Starobielskiej NKWD, pod poz. 713.

## Życie prywatne
Jego żoną była także lekarka Wida Wanda z domu Jellinek, oboje należeli do Izby Lekarskiej Warszawsko-Białostockiej, zamieszkiwali w Warszawie, do wiosny 1933 przy ulicy Wawelskiej 38, a od tego czasu przy ulicy Nowowiejskiej 7 m. 2. Mieli syna Jana (ur. ok. 1931) i córkę Agnieszkę (ur. 1935), która później w tożsamości Agnes Muszynska została naukowcem w Stanach Zjednoczonych. Wanda Galinowska Wida była lekarzem podczas powstania warszawskiego. Po wojnie zamieszkała w Bydgoszczy, gdzie na jej wniosek tamtejszy sąd rejonowy uznał za zmarłego Zdzisława Galinowskiego. Jego żona zmarła w 1979.

## Upamiętnienie
5 października 2007 minister obrony narodowej Aleksander Szczygło mianował go pośmiertnie na stopień kapitana. Awans został ogłoszony 9 listopada 2007 w Warszawie, w trakcie uroczystości „Katyń Pamiętamy – Uczcijmy Pamięć Bohaterów”.

## Publikacje
- W sprawie eliminowania gruźlicy płuc na poborze (1932)[20]
- Der Einfluss des Hungerns auf den Harnsäurestoffwechsel (1935)
- L'influence du jeûne sur le métabolisme de l'acide urique (1935)
- Le métabolisme purique dans les affections du parenchyme hépatique: L'excrétion rénale de l'acide urique, des bases puriques, de l'ammoniaque, de l'urée, de l'azote total et des phosphates, Tom 1 (1935)
- Problem kwasu moczowego ze stanowiska biologicznego i klinicznego w dobie współczesnej (1936)[21]
- Badania nad przemianą purynową w chorobach miąższu wątrobowego: Przemiana kwasu moczowego pod wpływem obciążenia ustroju drożdżowym kwasem nukleinowym, Część 3 (1936)[22][23]
- Obraz morfotyczny krwi w chorobach wątroby (1937, współautor: Witold Zahorski)
- Zachowanie się kwasu moczowego we krwi in vitro jako próba oznaczenia ilości zaczynów nukleoklastycznych we krwi obwodowej (1937)[24]
- Die hämopoëtische Knochenmarkstätigkeit bei Typhus abdominalis auf Grund der Biopsie des Sternummarks (1938)
- Wpływ doświadczalnego zakażenia na szpik kostny, pobierany metodą zażyciową (1939)[25]
- Recherches sur l'activité phagocytaire des cellules de la moelle osseuse de l'homme (1939)